# Lichtensteins goudrugspecht
Lichtensteins goudrugspecht (Dinopium psarodes) is een vogel uit de familie Picidae (spechten). Deze vogel is genoemd naar de Duitse zoöloog Lichtenstein (1753-1816) die deze soort in 1793 voor het eerst geldig heeft beschreven. 

## Verspreiding en leefgebied
Deze soort komt voor in zuidelijk Azië in centraal en zuidelijk Sri Lanka.

## Afbeeldingen

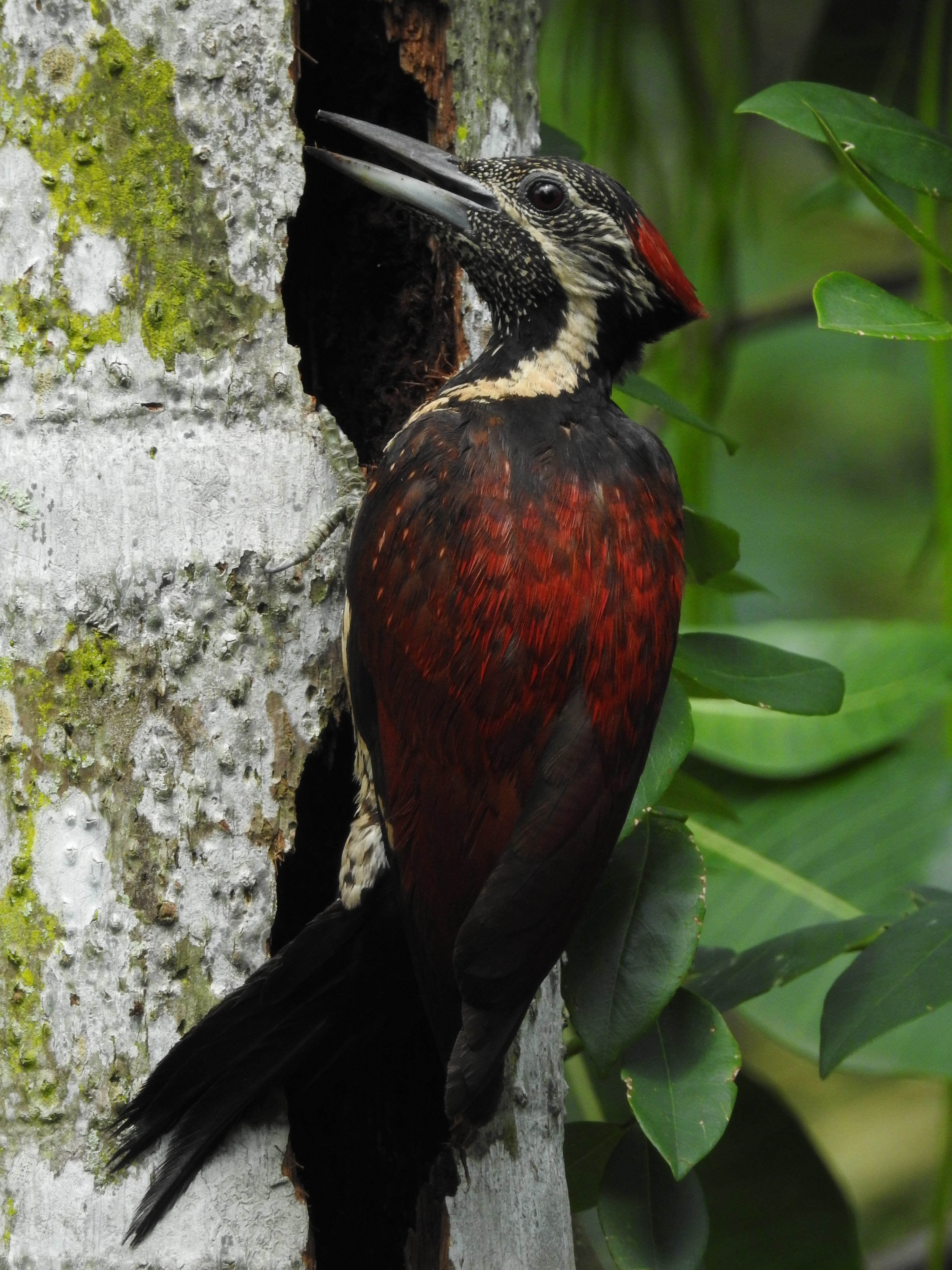